# Comuna Oleksandropil, Bilokurakîne
Oleksandropil (în ucraineană Олександропіль) este o comună în raionul Bilokurakîne, regiunea Luhansk, Ucraina, formată din satele Klîmivka, Leașkivka, Oleksandropil (reședința), Plastunivka, Prîhodkivka și Romanivka.

## Demografie
Componența lingvistică a comunei Oleksandropil
     Ucraineană (98,17%)
     Rusă (1,83%)
Conform recensământului din 2001, majoritatea populației comunei Oleksandropil era vorbitoare de ucraineană (98,17%), existând în minoritate și vorbitori de rusă (1,83%).